# رنگپور، پنجاب
رنگپور (به انگلیسی: Rangpur) یک شهر در پاکستان است که در ناحیه خوشاب واقع شده‌است.